# Existir
Existir è il secondo album in studio del gruppo Madredeus, pubblicato nel 1990.

## Tracce
1. Matinal – 3:24
2. O Pastor – 3:42
3. O Navio – 3:36
4. Tardes de Bolonha (strumentale) – 3:05
5. O Ladrão – 2:50
6. Confissão – 2:48
7. O Pomar das Laranjeiras – 4:20
8. Cuidado – 4:12
9. As Ilhas Dos Açores (strumentale) – 5:04
10. O Menino – 3:56
11. Solstício (strumentale) – 4:14
12. A Vontade de Mudar – 2:19